# 1910
Il 1910 (MCMX in numeri romani) è un anno  del XX secolo.

## Eventi

### Per luogo

#### Africa
- 31 maggio: il parlamento del Regno Unito approva la creazione dell'Unione Sudafricana.

#### Americhe
- 18 – 20 novembre: inizio della rivoluzione messicana con i fratelli Serdan nel villaggio di Puebla
- Viene creata l'Unione Panamericana, organismo predecessore della OEA.

#### Asia
- 22 agosto: l'Impero giapponese annette l'Impero coreano.

#### Europa
- 6 maggio: Giorgio V succede a suo padre Edoardo VII come re del Regno Unito, dopo la morte di quest'ultimo.
- 28 agosto: proclamato il Regno del Montenegro.
- 5 ottobre: in Portogallo viene instaurata la Repubblica. Il casato dei Braganza-Coburgo finisce con Manuel II.

### Per argomento

#### Astronomia
- 20 aprile: XXIX passaggio noto della cometa di Halley al perielio. Era stata localizzata telescopicamente da qualche anno, per questo è classificata con diversi anni. (1P/1909 R1, 1910 II, 1909c).
- 18 maggio: la terra passa attraverso la coda di gas della cometa di Halley, si scatena in una certa quota della popolazione, il "panico da cometa", con la conseguente vendita dei primi tipi di maschera antigas e delle "pillole contro il mal da cometa".

#### Biologia
- Thomas Hunt Morgan scopre che i geni sono localizzati nei cromosomi.

#### Chimica e fisica
- Albert Einstein e Marian Smoluchowski propongono la formula di Einstein-Smoluchowski per stabilire il coefficiente di attenuazione dovuto alle fluttuazioni di densità in un gas.
- Lo scienziato tedesco Theodor Wulf porta sulla Torre Eiffel un elettrometro e scopre la prima evidenza dell'esistenza dei raggi cosmici.
- Hans Reissner e Gunnar Nordström definiscono la singolarità di Reissner-Nordström.
- Hermann Weyl trova una soluzione matematica per il caso speciale di una sorgente puntiforme.

#### Meteorologia
- 16 gennaio: una lunga serie di piogge torrenziali attorno a Parigi, in Francia, causano l'esondazione del fiume Senna, che inonda la città. Tutte le linee della Métro di Parigi si allagano, ma in effetti agiscono da drenaggio dell'acqua nella città.

#### Tecnologia, trasporti e telecomunicazioni
- 2 giugno: Charles Rolls esegue il primo volo andata e ritorno in aeroplano a motore sopra il Canale della Manica.
- 22 giugno:
  - primo volo del dirigibile Zeppelin
  - viene messo in onda il primo programma musicale in radiodiffusione.

Lee De Forest trasmette in diretta la voce del grande cantante lirico Enrico Caruso dal Metropolitan Opera.
- Henri Fabre diventa la prima persona a volare su un idrovolante dopo il decollo da un tratto di mare a Martigues in Francia.
- Henri Coandă esegue il primo breve volo in un aeroplano con motore a jet.

#### Sport
- 15 maggio: all'Arena di Milano la Nazionale di calcio dell'Italia disputa, vincendola, la sua prima partita della storia: Italia-Francia 6-2.
- 24 maggio – Argentina: a Buenos Aires Dorando Pietri corre la sua ultima maratona in 2.38'48"2, suo primato personale.
- 4 luglio: nel primo 'grande match' di boxe del secolo, Jack Johnson mette K.O. la grande speranza bianca James J. Jeffries al 15º round ed in questo modo mantiene il titolo dei pesi pesanti.
- Il purosangue Larrea vince la Polla de Potrillos.

#### Cinema
- 5 febbraio – USA – Twelfth Night
- 18 marzo – USA – Frankenstein
- 24 marzo – USA – Il mago di Oz
- 5 maggio – USA – The Unchanging Sea
- 21 maggio – USA – The Hasher's Delirium
- 18 giugno – USA – White Fawn's Devotion
- 15 agosto – USA – The Usurer
- 25 agosto – USA – Wilful Peggy
- 12 settembre – Danimarca – L'abisso (Afgrunden)
- 29 settembre – USA – The Stenographer's Friend
- 12 dicembre – Spagna – Re Lear

## Nati
Ci sono circa 1 850 voci su persone nate nel 1910; vedi la pagina Nati nel 1910 per un elenco descrittivo o la categoria Nati nel 1910 per un indice alfabetico.

## Morti
Ci sono circa 450 voci su persone morte nel 1910; vedi la pagina Morti nel 1910 per un elenco descrittivo o la categoria Morti nel 1910 per un indice alfabetico.

## Calendario
| Calendario 1910 | Calendario 1910 | Calendario 1910 | Calendario 1910 | Calendario 1910 | Calendario 1910 | Calendario 1910 | Calendario 1910 | Calendario 1910 | Calendario 1910 | Calendario 1910 | Calendario 1910 | Calendario 1910 | Calendario 1910 | Calendario 1910 | Calendario 1910 | Calendario 1910 | Calendario 1910 | Calendario 1910 | Calendario 1910 | Calendario 1910 | Calendario 1910 | Calendario 1910 | Calendario 1910 | Calendario 1910 | Calendario 1910 | Calendario 1910 | Calendario 1910 | Calendario 1910 | Calendario 1910 | Calendario 1910 | Calendario 1910 | Calendario 1910 |
| --------------- | --------------- | --------------- | --------------- | --------------- | --------------- | --------------- | --------------- | --------------- | --------------- | --------------- | --------------- | --------------- | --------------- | --------------- | --------------- | --------------- | --------------- | --------------- | --------------- | --------------- | --------------- | --------------- | --------------- | --------------- | --------------- | --------------- | --------------- | --------------- | --------------- | --------------- | --------------- | --------------- |
|                 | 1               | 2               | 3               | 4               | 5               | 6               | 7               | 8               | 9               | 10              | 11              | 12              | 13              | 14              | 15              | 16              | 17              | 18              | 19              | 20              | 21              | 22              | 23              | 24              | 25              | 26              | 27              | 28              | 29              | 30              | 31              |                 |
| Gennaio         | Sa              | Do              | Lu              | Ma              | Me              | Gi              | Ve              | Sa              | Do              | Lu              | Ma              | Me              | Gi              | Ve              | Sa              | Do              | Lu              | Ma              | Me              | Gi              | Ve              | Sa              | Do              | Lu              | Ma              | Me              | Gi              | Ve              | Sa              | Do              | Lu              |                 |
| Febbraio        | Ma              | Me              | Gi              | Ve              | Sa              | Do              | Lu              | Ma              | Me              | Gi              | Ve              | Sa              | Do              | Lu              | Ma              | Me              | Gi              | Ve              | Sa              | Do              | Lu              | Ma              | Me              | Gi              | Ve              | Sa              | Do              | Lu              |                 |                 |                 |                 |
| Marzo           | Ma              | Me              | Gi              | Ve              | Sa              | Do              | Lu              | Ma              | Me              | Gi              | Ve              | Sa              | Do              | Lu              | Ma              | Me              | Gi              | Ve              | Sa              | Do              | Lu              | Ma              | Me              | Gi              | Ve              | Sa              | Do              | Lu              | Ma              | Me              | Gi              |                 |
| Aprile          | Ve              | Sa              | Do              | Lu              | Ma              | Me              | Gi              | Ve              | Sa              | Do              | Lu              | Ma              | Me              | Gi              | Ve              | Sa              | Do              | Lu              | Ma              | Me              | Gi              | Ve              | Sa              | Do              | Lu              | Ma              | Me              | Gi              | Ve              | Sa              |                 |                 |
| Maggio          | Do              | Lu              | Ma              | Me              | Gi              | Ve              | Sa              | Do              | Lu              | Ma              | Me              | Gi              | Ve              | Sa              | Do              | Lu              | Ma              | Me              | Gi              | Ve              | Sa              | Do              | Lu              | Ma              | Me              | Gi              | Ve              | Sa              | Do              | Lu              | Ma              |                 |
| Giugno          | Me              | Gi              | Ve              | Sa              | Do              | Lu              | Ma              | Me              | Gi              | Ve              | Sa              | Do              | Lu              | Ma              | Me              | Gi              | Ve              | Sa              | Do              | Lu              | Ma              | Me              | Gi              | Ve              | Sa              | Do              | Lu              | Ma              | Me              | Gi              |                 |                 |
| Luglio          | Ve              | Sa              | Do              | Lu              | Ma              | Me              | Gi              | Ve              | Sa              | Do              | Lu              | Ma              | Me              | Gi              | Ve              | Sa              | Do              | Lu              | Ma              | Me              | Gi              | Ve              | Sa              | Do              | Lu              | Ma              | Me              | Gi              | Ve              | Sa              | Do              |                 |
| Agosto          | Lu              | Ma              | Me              | Gi              | Ve              | Sa              | Do              | Lu              | Ma              | Me              | Gi              | Ve              | Sa              | Do              | Lu              | Ma              | Me              | Gi              | Ve              | Sa              | Do              | Lu              | Ma              | Me              | Gi              | Ve              | Sa              | Do              | Lu              | Ma              | Me              |                 |
| Settembre       | Gi              | Ve              | Sa              | Do              | Lu              | Ma              | Me              | Gi              | Ve              | Sa              | Do              | Lu              | Ma              | Me              | Gi              | Ve              | Sa              | Do              | Lu              | Ma              | Me              | Gi              | Ve              | Sa              | Do              | Lu              | Ma              | Me              | Gi              | Ve              |                 |                 |
| Ottobre         | Sa              | Do              | Lu              | Ma              | Me              | Gi              | Ve              | Sa              | Do              | Lu              | Ma              | Me              | Gi              | Ve              | Sa              | Do              | Lu              | Ma              | Me              | Gi              | Ve              | Sa              | Do              | Lu              | Ma              | Me              | Gi              | Ve              | Sa              | Do              | Lu              |                 |
| Novembre        | Ma              | Me              | Gi              | Ve              | Sa              | Do              | Lu              | Ma              | Me              | Gi              | Ve              | Sa              | Do              | Lu              | Ma              | Me              | Gi              | Ve              | Sa              | Do              | Lu              | Ma              | Me              | Gi              | Ve              | Sa              | Do              | Lu              | Ma              | Me              |                 |                 |
| Dicembre        | Gi              | Ve              | Sa              | Do              | Lu              | Ma              | Me              | Gi              | Ve              | Sa              | Do              | Lu              | Ma              | Me              | Gi              | Ve              | Sa              | Do              | Lu              | Ma              | Me              | Gi              | Ve              | Sa              | Do              | Lu              | Ma              | Me              | Gi              | Ve              | Sa              |                 |

## Premi Nobel
In quest'anno sono stati conferiti i seguenti Premi Nobel:
- per la Pace: Permanent International Peace Bureau
- per la Letteratura: Paul Johann Ludwig Heyse
- per la Medicina: Albrecht Kossel
- per la Fisica: Johannes Diderik van der Waals
- per la Chimica: Otto Wallach

## Arti

### Musica
- L'uccello di fuoco di Igor Stravinsky